# Словацкие Рудные горы
Слова́цкие Ру́дные го́ры (словац. Slovenské rudohorie) — горный регион в спишской Словакии, расположенный к востоку от Зволена и к западу от Кошиц. С севера ограничен реками Грон и Горнад. Протяжённость гор составляет около 140 км, ширина — 40 км, площадь — 4000 км². Высшая точка — гора Столица (1477 м).
Словацкие Рудные горы состоят из независимых горных хребтов:
- Спишско-Гемерский Карст
  - Муранска Планина
  - Словацкий Рай
- Воловске Врхи
- Столицке Врхи (наивысшая часть Рудогорья, 1476 м)
- Вепорске Врхи
- Ревуцка-Врховина
- Словацкий Карст
- Чьерна Гора

Горы сложены в основном гранитами и кристаллическими сланцами, по периферии встречаются закарстованные известняки. Преобладает среднегорный рельеф с отдельными останцовыми вершинами. На южных склонах преимущественно дубовые и буковые леса, на северных — хвойные. Имеются месторождения железных и медных руд, сурьмы, золота, магнезита.